# Hudson Soft
Hudson Soft Company, Limited (株式会社ハドソン, kabushiki-gaisha Hadoson) était un développeur et éditeur japonais de jeux vidéo. L'entreprise est fondée  le 18 mai 1973. Elle fusionne le  1er mars 2012 avec  Konami Digital Entertainment. Son siège social était situé dans la Tokyo Mid-Town Tower à Tokyo avec un bureau additionnel à Sapporo. Ses séries de jeux vidéo comprennent  Bomberman, Adventure Island, Bloody Roar, Bonk et Mario Party.
Le logo d'Hudson Soft représente une abeille en deux dimensions nommé Hachisuke, suivi du mot "Hudson" en lettres capitales bleues, rappelant les écritures utilisées dans les westerns.

## Historique
Yuji Kudo et Hiroshi Kudo, les frères fondateurs ont souhaité nommer leur société ainsi en hommage au type de locomotive à vapeur Hudson à laquelle ils vouent une grande passion. L'entreprise se spécialise alors dans la vente d'équipement pour radioamateurs incluant des appareils de télécommunication et des arts photographiques,.
En septembre 1975, Hudson Soft commence à vendre des produits PC. En mars 1978, sous l'impulsion de Yuji, Hudson s'engouffre dans un secteur très profitable en développant des jeux pour PC,.
En 1982, Takahashi Meijin, un joueur devenu célèbre pour sa capacité à pouvoir appuyer jusqu'à 16 fois par seconde sur un bouton d'une manette de jeux vidéo fait son entrée dans l'entreprise en tant que promoteur de la marque. Il devient même l'objet d'une série de jeux vidéo à succès, celle des Adventure Island.
Durant la fin des années 1970 et début des années 1980, Hudson Soft favorise la quantité sur la qualité  et va même jusqu'à sortir de 20 à 30 jeux vidéo par mois,. Bien que cette pratique génère dans son ensemble des profits appréciables pour Hudson, aucun de ces jeux est un grand succès,. Les choses changent à partir de la fin de 1983 quand la compagnie choisit de mettre l'accent sur la qualité. Hudson connaît très rapidement un succès fulgurant. Hudson Soft devient la première compagnie tierce à vendre des jeux pour la Famicom de Nintendo et son titre pour cette console, Lode Runner, se vend à plus 1,2 million de copies après sa parution en 1984. L'entreprise connait la même année un autre succès grâce à la version Famicom de Bomberman. À part de la Famicom, Hudson Soft sort des jeux sur une multitude de micro-ordinateurs japonais des années 1980 incluant la MSX, NEC PC-8801, NEC PC-6001, Sharp X1 et FM-7,.
Hudson Soft développe en collaboration avec NEC la console PC-Engine. L'appareil obtient un succès au Japon mais sa sortie en Amérique du Nord, sous le nom de TurboGrafx-16, est un désastre commercial et reçoit une part de marché inférieure à la Super Nintendo Entertainment System ou Sega Genesis. De plus, NEC ne sort jamais la console officiellement en Europe à l'exception d'une brève production tardive au Royaume-Uni. En France, la PC-Engine est officiellement commercialisée par une compagnie tierce au lieu de NEC. 
Hudson Soft collabore avec Nintendo sur certains jeux dont la série Mario Party. 
Hudson Soft est sévèrement touchée par l'effondrement de sa banque Hokkaido Takushoku. En quête de nouvelles sources de financement, Hudson entre à la Bourse pour la première fois en décembre de l'an 2000. Cela amène Konami à acquérir des parts d'entreprise et de devenir un important actionnaire d'Hudson Soft en août 2001,.
En avril 2005, Konami achète 3 millions d'actions supplémentaires lui permettant de détenir plus de 50% des parts de Hudson Soft et d'en faire une filiale. Hudson Soft continue d'être l'éditeur de ses propres jeux vidéo mais travaille étroitement avec Konami qui s'occupe de leur distribution  au Japon. 
Hudson Soft est rachetée complètement en 2011 par Konami. La filiale américaine, Hudson Entertainment, est liquidée par le fait même. Takahashi Meijin quitte la compagnie peu après. 
Konami pense pouvoir faire remonter la pente à un studio en difficulté financière. Cependant, Hudson Soft ferme définitivement ses portes le 1er mars 2012 et est absorbée par Konami Digital Entertainment. Le geste n'est pas une décision unilatérale de Konami mais plutôt une fusion volontaire convenue par les deux compagnies lors d'une réunion ayant eu lieu le 12 janvier 2012,.
Konami n'a fait aucune mention spécifique en ce qui concerne les licences du studio, notamment Bomberman, lorsque la nouvelle est annoncée en janvier 2012. Toutefois, Konami annonce son intention de développer des produits et services sous le nom d'Hudson et de maintenir son site internet,.
Au début de 2014, Konami retire le site internet d'Hudson qu'elle entretenait depuis mars 2012. L'année suivante, Konami vend l'édifice à Sapporo qui abritait l'ancien siège social d'Hudson Soft. 
Konami continue de commercialiser le catalogue d'Hudson Soft à diverses occasions,. De plus, le titre original Super Bomberman R de Konami fut développé par des anciens employés d'Hudson Soft impliqués auparavant dans d'autres jeux de la série Bomberman.

## Liste non exhaustive des jeux
- Adventure Island (série)
- A Shadow's Tale
- Beyblade: Super Tournament Battle
- Bloody Roar (série)
- Bomberman (série)
- Calling
- Challenger (NES)
- DoReMi Fantasy
- Faxanadu
- Felix the Cat (NES)
- Hagane: The Final Conflict
- Hermie Hopperhead
- Lode Runner (pour la conversion NES du jeu originellement édité sur Apple II)
- Mario Party (développe toute la série jusqu'à Mario Party 8 compris)
- PC Kid (série)
- Rollerball (NES)
- Vertical Force
- Dual Heros (N64)
- Bloody Roar I (Playstation)
- Bloody Roar II (Playstation)
- Bloody Roar: Primal Fury (Gamecube & Xbox)
- Bloody Roar III (Playstation 2)
- Bloody Roar IV (Playstation 2)

## Filiales

### Hudson Soft USA
Première filiale américaine ayant eu son siège social d'abord à South San Francisco et par la suite à Seattle,. Fondée en 1988, elle concentre ses jeux sur les consoles Nintendo de son époque c'est-à-dire la NES, la Game Boy et la Super Nintendo. À la fin de 1995, elle vend les droits d'édition de ses jeux à Acclaim Entertainment  et ferme ses portes la même année,. 

### Hudson Entertainment
Deuxième filiale américaine (après l'ancienne Hudson Soft USA) formée en novembre 2003 et située à San Mateo,. Elle cesse ses activités le 31 mars 2011 lors de l'acquisition complète de sa société-mère par Konami.

### Hudson Music Entertainment
Label discographique de Hudson. Fusionnée le 1er mars 2012 dans KME Corporation, la filiale musique de Konami Digital Entertainment,.